# Chantemerle-lès-Grignan
 Chantemerle-lès-Grignan  es una población y comuna francesa, en la región de Ródano-Alpes, departamento de Drôme, en el distrito de Nyons y cantón de Grignan.

## Demografía
| 130 | 115 | 94 | 114 | 180 | 177 |
| Para los censos de 1962 a 1999 la población legal corresponde a la población sin duplicidades (Fuente: INSEE [Consultar]) |     |    |     |     |     |